# Jezioro Mucharskie
Das Jezioro Mucharskie ist ein Stausee an der Skawa in der polnischen Woiwodschaft Kleinpolen. Er liegt in den Kleinen Beskiden.

## Beschreibung
Hinter der 54 Meter hohen Staumauer wird das Wasser der Skawa sowie kleinerer Zuflüsse aufgestaut. Bei Vollstau beinhaltet der Stausee 161 Millionen Kubikmeter Wasser. Die Wasserfläche beträgt dann 10,35 Quadratkilometer.

## Geschichte
Der Beschluss, die Staumauer in Świnna Poręba zu bauen, wurde 1986 gefasst. Der Stausee wurde schließlich 2017 geflutet. Er wird sowohl als Badesee als auch als Schutzspeicher gegen Überflutungen sowie als Wasserkraftwerk genutzt.

## Tourismus
Am Ufer des Sees befinden sich mehrere Strände und Marinas, in denen Segelboote, Tretboote und Kajaks angemietet werden können.